# Diana Riba i Giner
Diana Riba i Giner (Barcellona, 21 febbraio 1975) è una politica spagnola.
Dal 2019 è europarlamentare.

## Biografia
Laureata in pedagogia all'Università di Barcellona. Ha lavorato presso la fondazione CIREM, occupandosi, tra gli altri di attività culturali. Ha anche aperto la sua libreria per bambini e ragazzi.
Moglie del politico Raül Romeva, temporaneamente arrestato nel novembre 2017 insieme a un gruppo di altri ex ministri catalani con accuse tra cui rivolta. Nello stesso mese ha co-fondato e assunto la posizione di tesoriere nell'associazione Associació Catalana pels Drets Civils, incaricata di sostenere i politici incarcerati e le loro famiglie. È associata alla Sinistra Repubblicana di Catalogna; su sua raccomandazione, ha preso parte alle elezioni europee del 2019, ottenendo il mandato di europarlamentare della IX legislatura.